# Paul Carson
Paul Carson (ur. 1949 w Newcastle) – irlandzki powieściopisarz, mistrz thrillera medycznego. Jest pediatrą, absolwentem Kolegium Trójcy Świętej w Dublinie, prowadzi w Dublinie klinikę alergologiczną dla dzieci. Autor fachowych publikacji medycznych i książek dla dzieci. Karierę pisarską rozpoczął w 1997 roku powieścią Skalpel, która zyskała światowy rozgłos. Jego kolejne książki Ostatni dyżur, Zimna stal, powtórzyły sukces debiutu. Tłumaczony na kilkanaście języków, w swych książkach łączy tematykę medyczną z wątkiem sensacyjnym. Mieszka w Dublinie z żoną i dwójką dzieci.

## Książki
- Skalpel (Scalpel, 1997)
- Zimna stal (Cold Steel, 1999)
- Ostatni dyżur (Final Duty, 2000)
- Ambush (2004)
- Betrayal (2005)